# سفارة تونس لدى سويسرا
سفارة تونس لدى سويسرا هي البعثة الدبلوماسية لجمهورية تونس لدى جمهورية سويسرا، وتقع بالعاصمة برن.